# Иргашев, Асат
Асат Иргашев — советский узбекистанский хозяйственный деятель, Герой Социалистического Труда.

## Биография
Родился в 1926 году на территории современного Каракульского района Бухарской области. Член КПСС с 1952 года.
В 1944—1949 — подручный сталевара, сталевар, в 1949—1986 — бригадир разливщиков стали Узбекского металлургического завода имени В. И. Ленина Министерства чёрной металлургии СССР в городе Бекабаде Ташкентской области.
Указом Президиума Верховного Совета СССР от 22 марта 1966 года присвоено звание Героя Социалистического Труда с вручением ордена Ленина и золотой медали «Серп и Молот».
Умер после 1986 года в Бекабаде.

## Награды и звания
- Герой Социалистического Труда (22.03.1966)
- Орден Ленина (22.03.1966)